# Calvin Knoester
Calvin Knoester (14 de marzo de 1996) es un deportista australiano que compite en judo. Ganó una medalla de oro en el Campeonato de Oceanía de Judo de 2018 en la categoría de –73 kg.

## Palmarés internacional
| Campeonato de Oceanía | Campeonato de Oceanía | Campeonato de Oceanía | Campeonato de Oceanía |
| Año                   | Lugar                 | Medalla               | Categoría             |
| --------------------- | --------------------- | --------------------- | --------------------- |
| 2018                  | Numea (Francia)       | Medalla de oro        | –73 kg                |